# Nationaal park Torres del Paine
Nationaal park Torres del Paine (Spaans: Parque nacional Torres del Paine) is een nationaal park in het zuiden van Chili. Het bestaat uit bergen, gletsjers, meren en rivieren. Het park ligt 112 km ten noorden van Puerto Natales en 312 km ten noorden van Punta Arenas. Ten oosten ligt het Nationaal park Bernardo O'Higgins en in het noorden ligt het Nationaal park Los Glaciares in Argentinië.

## Geschiedenis
Het park werd opgericht in 1959 als Parque Nacional de Turismo Lago Grey en kreeg zijn huidige naam in 1970. Het park is in 1978 door UNESCO aangewezen als biosfeerreservaat.
Lady Florence Dixie gaf in haar boek in 1880 een beschrijving van de omgeving en verwijst naar de drie torens als Cleopatra's naalden. Zij was een van de eerste Europese bezoekers van het tegenwoordige Nationaal park Torres del Paine. In de volgende decennia bezochten verschillende Europese wetenschappers het gebied, waaronder Otto Nordenskiöld, Carl Skottsberg en Alberto María de Agostini.
In december 2011 veroorzaakte een brand schade aan tienduizenden hectare natuurgebied.

## Geografie
Het landschap van het park wordt gedomineerd door het Painemassief met aan de oostkant de Greygletsjer die sterk stijgt boven de Patagonische steppe. Er zijn kleine valleien zoals de Valle del Frances, Valle Bader, Valle Ascencio en Valle del Silencio.
In de Valle del Frances zijn indrukwekkende kliffen. In het oosten liggen de toppen Fortaleza , La Espada (zwaard), La Hoja (blad), La Máscara, Cuerno Norte en Cuerno Principal.
Een groot deel van het Painemassief bestaat uit het Krijt gesedimenteerde rotsen. Diverse erosieprocessen zorgden voor de huidige vorm in de afgelopen tienduizend jaar.
Er zijn diverse gletsjers zoals de Dickson-gletsjer, de Grey-gletsjer en de Tyndall-gletsjer. Ook zijn verschillende meren zoals het Dicksonmeer, Nordenskjöldmeer, Pehoemeer, Greymeer, Sarmientomeer en Del Toromeer. De Painerivier is de belangrijkste rivier van het park.

## Biologie

### Fauna
De diversiteit aan landschappen zorgt voor de aanwezigheid van een groot aantal zoogdieren, waaronder de poema (Puma concolor), Chileense huemul (Hippocamelus bisulcus), guanaco (Lama guanicoe), Patagonische vos (Lycalopex griseus), Andesvos (Lycalopex culpaeus) en de Chileense varkenssnuitskunk (Conepactus chinga).
De vogelfauna omvat om en nabij de 100 soorten, waaronder Andescondor (Vultur gryphus), de zwarthalszwaan (Cygnus melanocoryphus), de Chileense flamingo (Phoenicopterus chilensis) en de Magelhaenspecht (Campephilus magellanicus).

### Flora
De vegetatie omvat de planten Embothrium coccineum met rode bloemen en Calceolaria uniflora met een opvallende vorm en kleur. Het park heeft zeven soorten ochideeën met onder andere Cloraea magellanica.
In het park zijn 85 niet-inheemse plantensoorten, waaronder 75 van Europese oorsprong.
Het park kent vier vegetatiezones: Patagonische steppe, Pre-Andes struikgewas ecosystemen, Magelhaens bladverliezend bos en Andeswoestijn.

## Toerisme
Het nationale park heeft een oppervlakte van circa 2.400 km² en is een populaire wandelbestemming. Er zijn duidelijk gemarkeerde wandelpaden en vele refugios. Er is onder meer de populaire "W"-route van circa vijf dagen of een volledige trek van 8-9 dagen. Wandelaars mogen niet van de paden afgaan. Kamperen is alleen toegestaan op bepaalde campings. Hout verbranden is verboden.

## Galerij

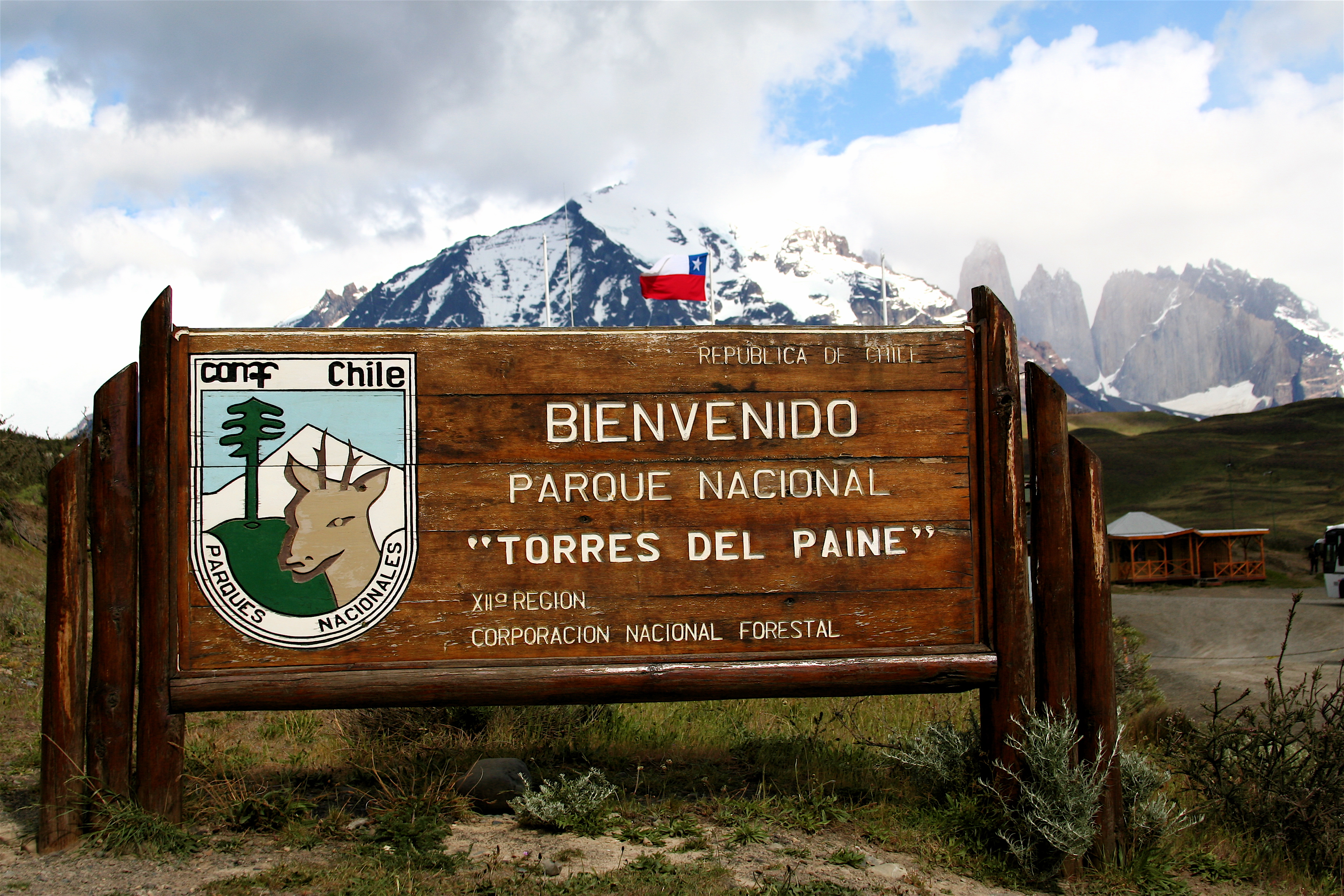
Ingang nationaal park Torres del Paine
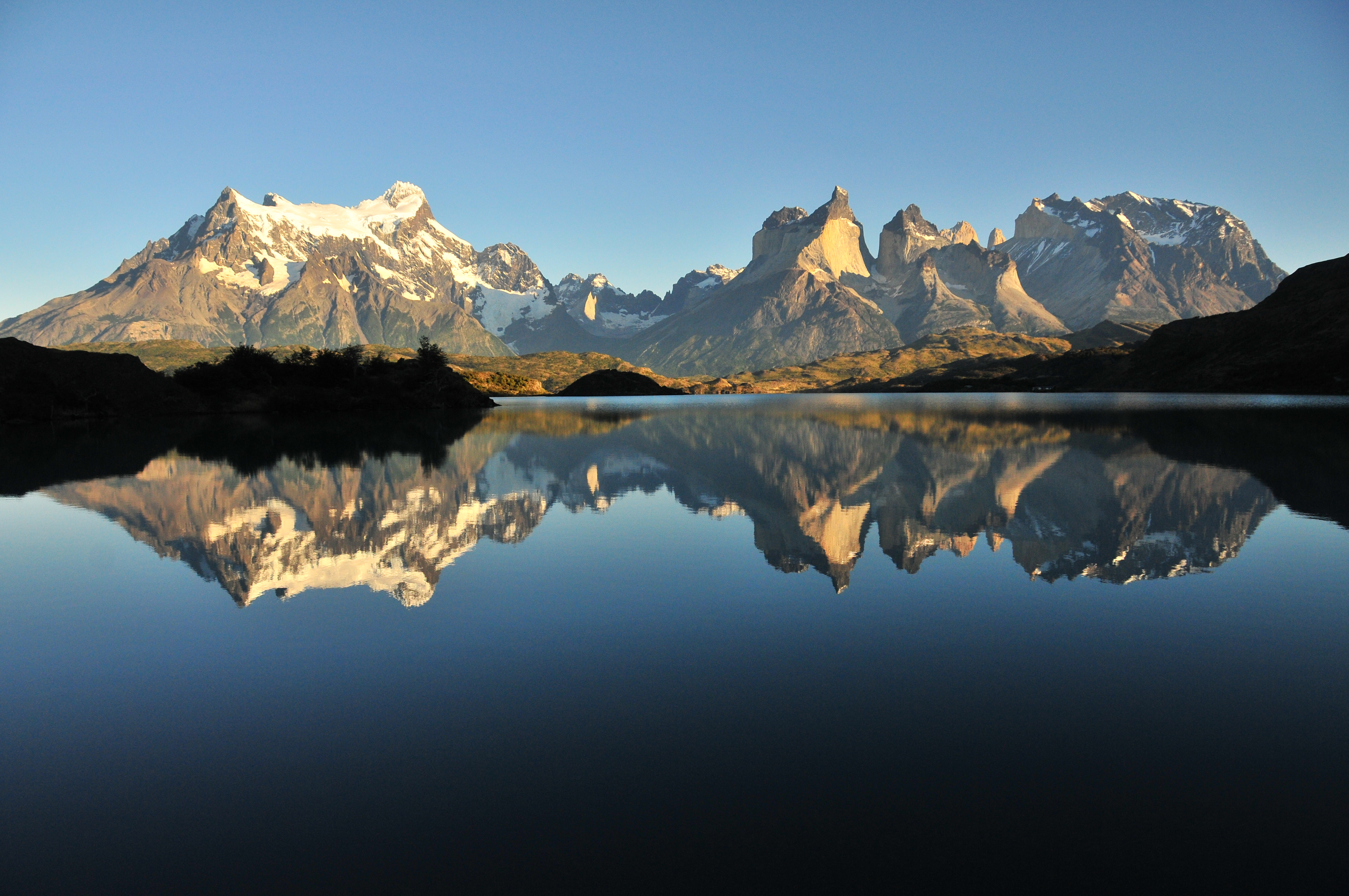
Torres del Paine
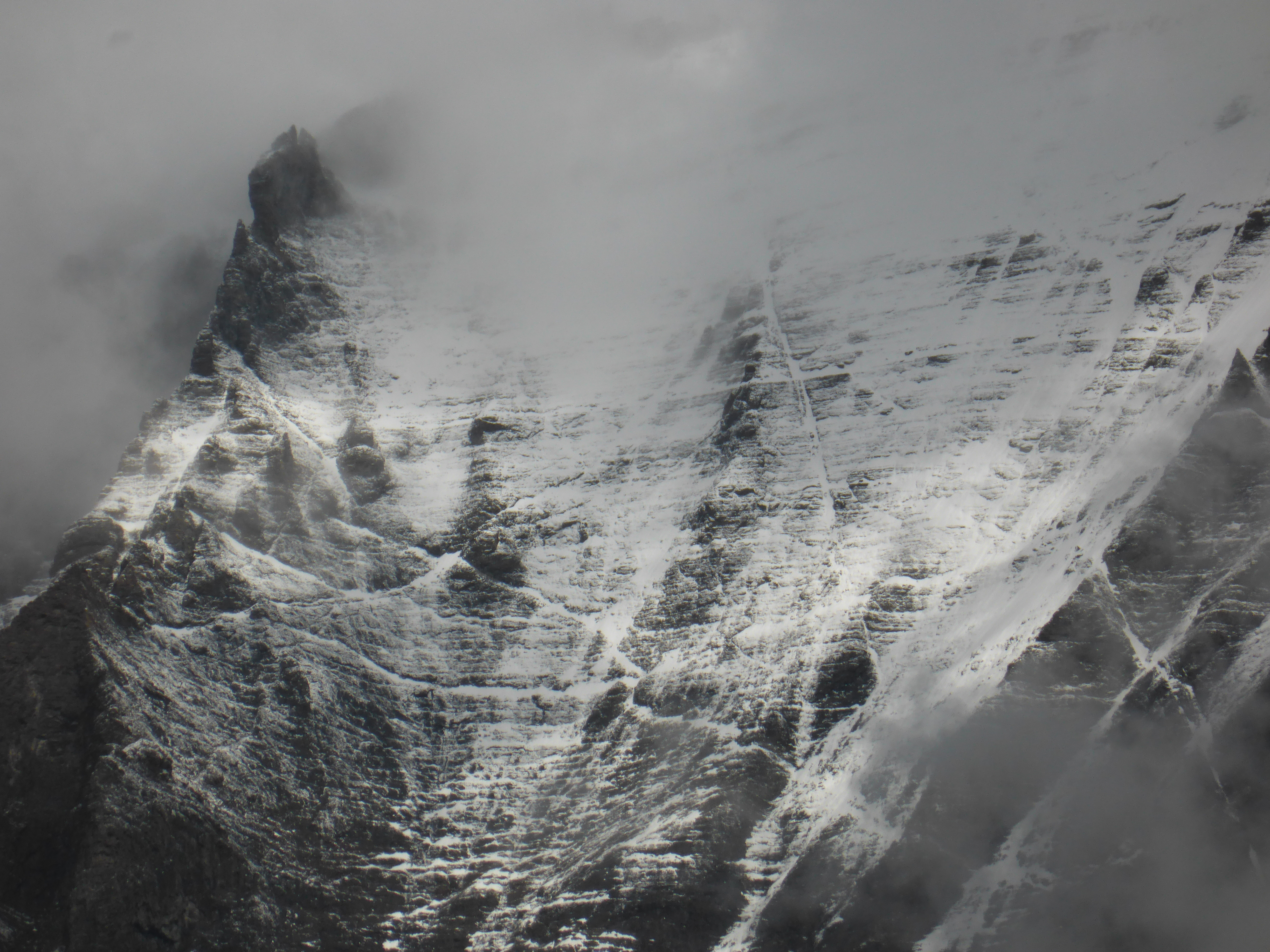
Monte Almirante Nieto
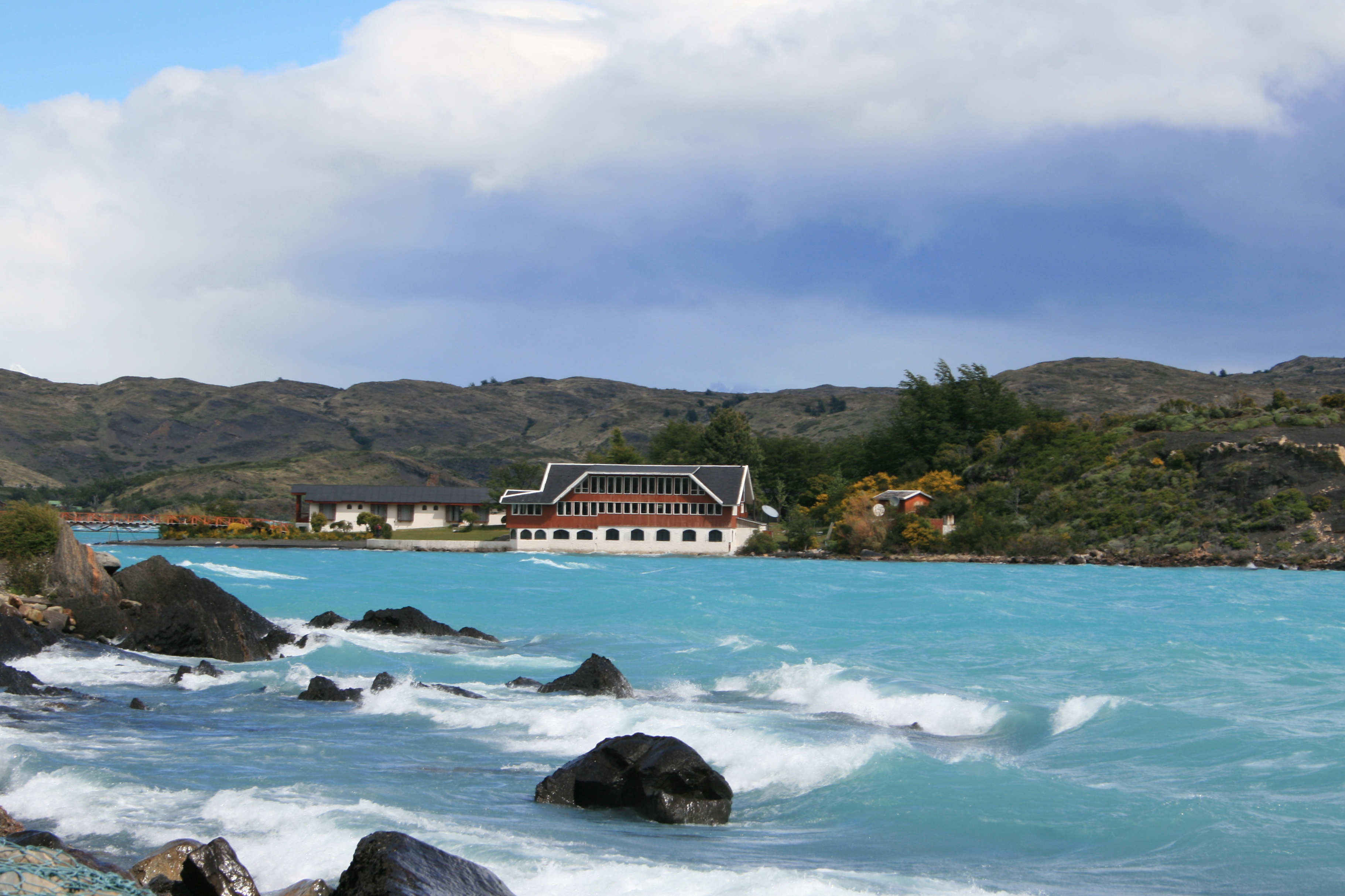
Hotel Pehoé en het Lago Pehoé-meer
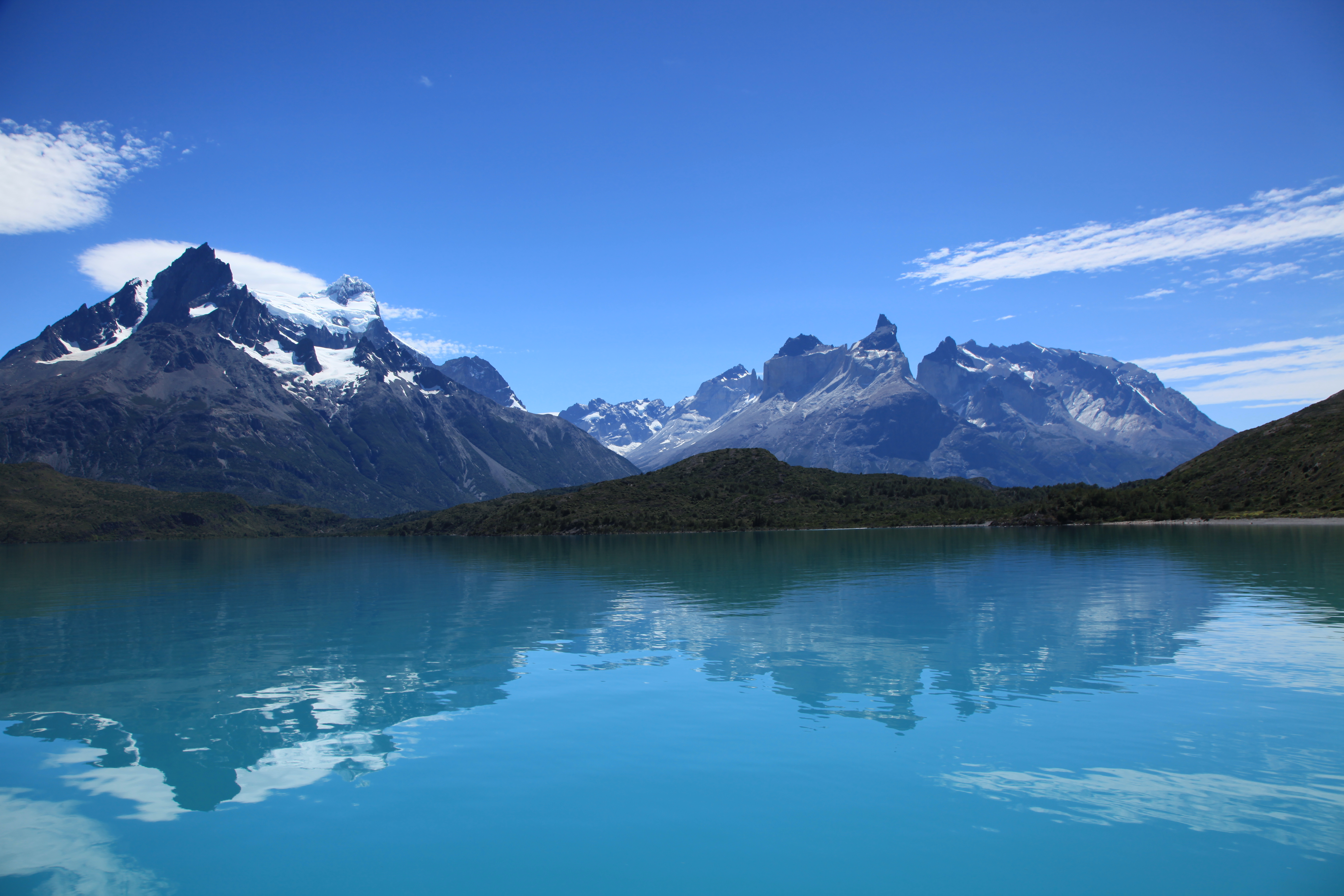
Lago Pehoé-meer
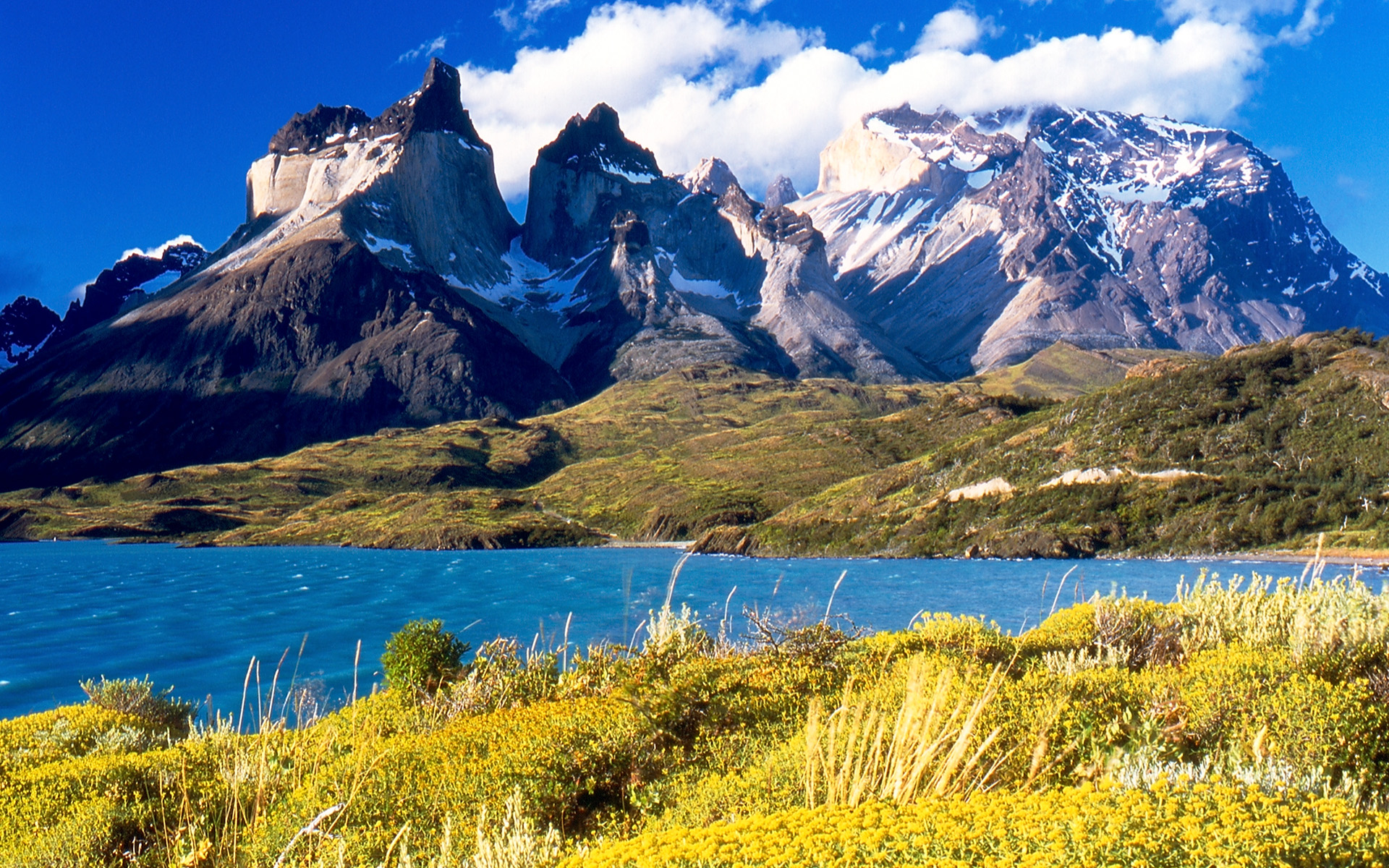
Lago Pehoé-meer en Cuernos del Paine
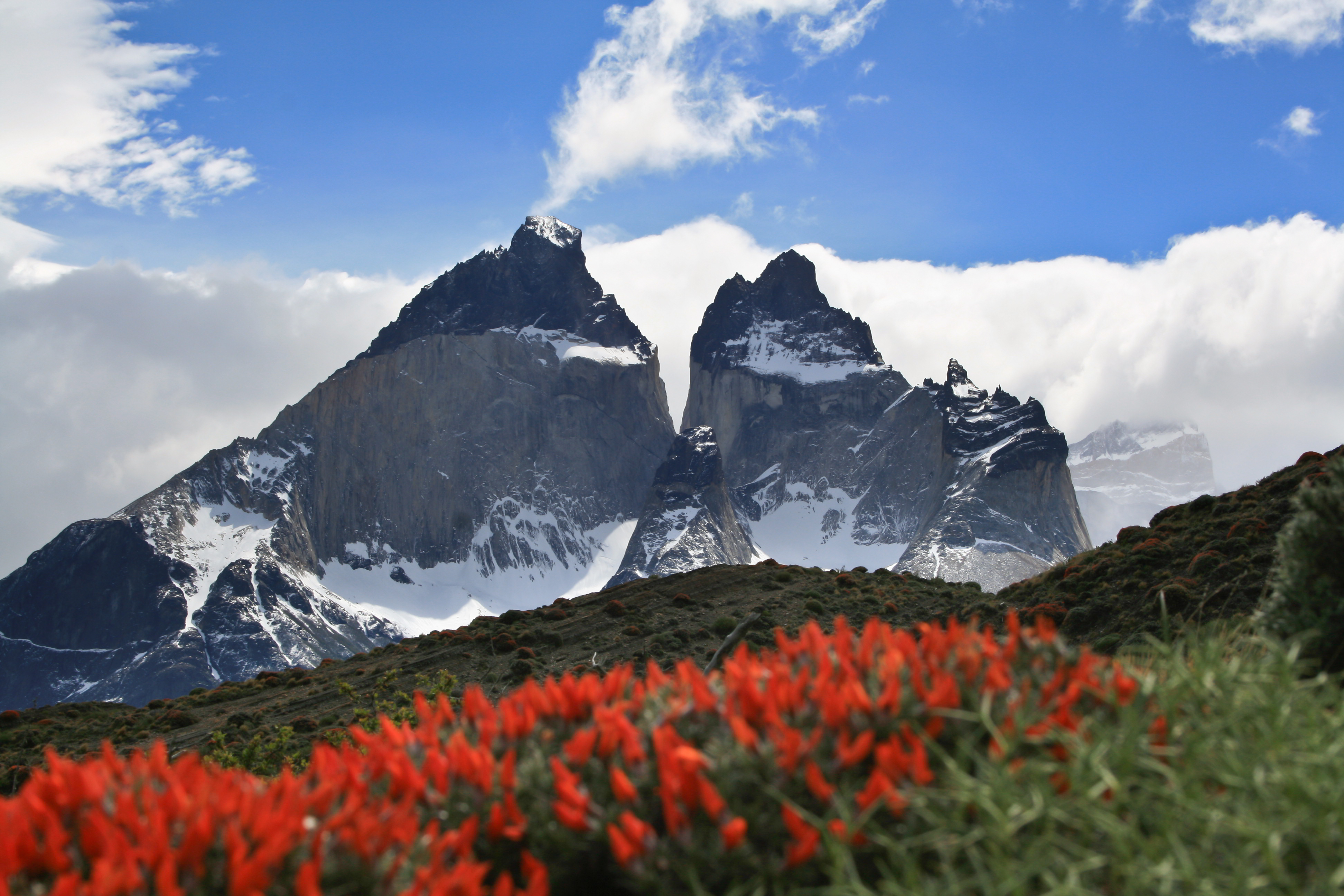
De Cuernos del Paine
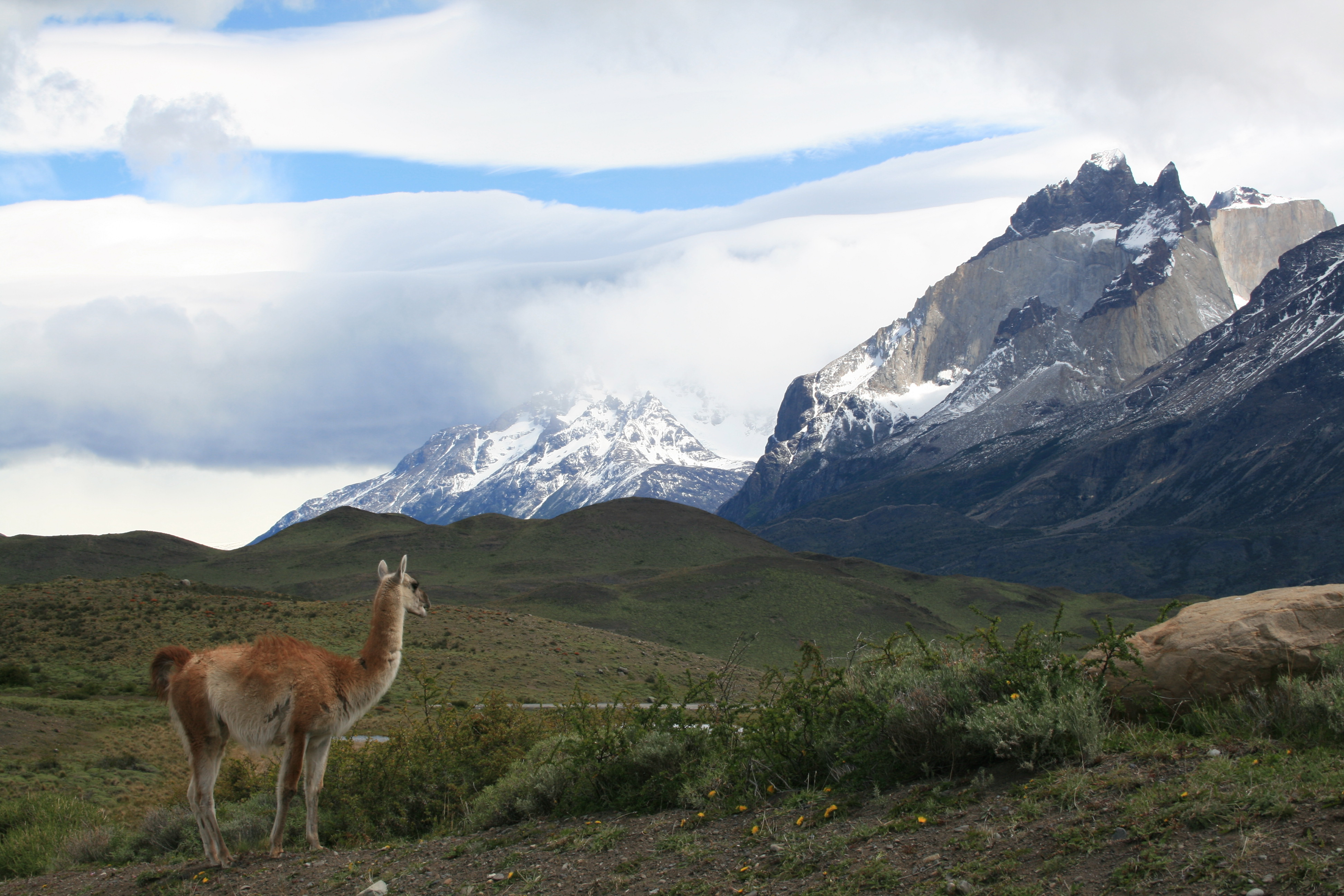
Guanaco met de Cuernos del Paine op de achtergrond
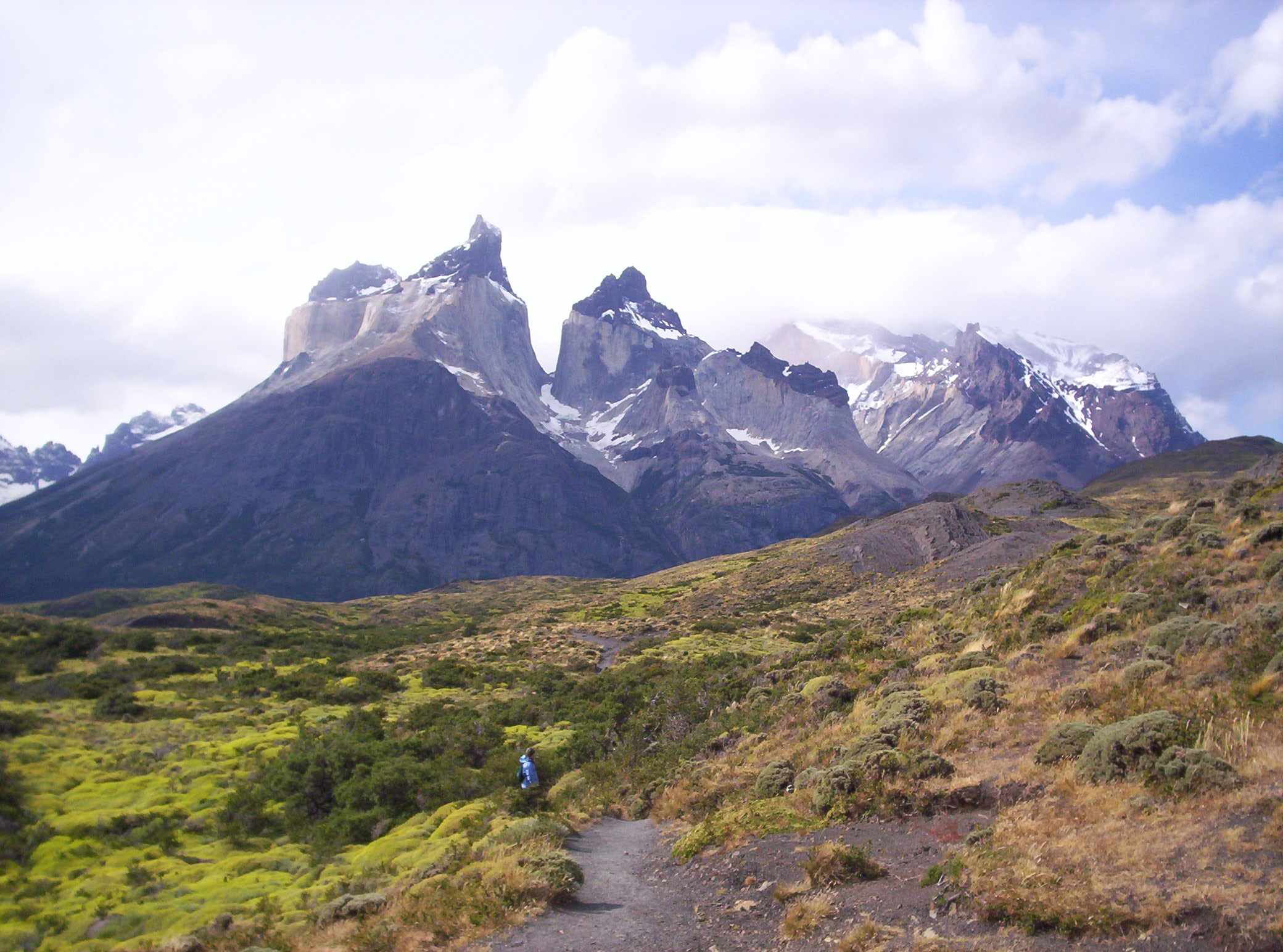
Cuernos del Paine
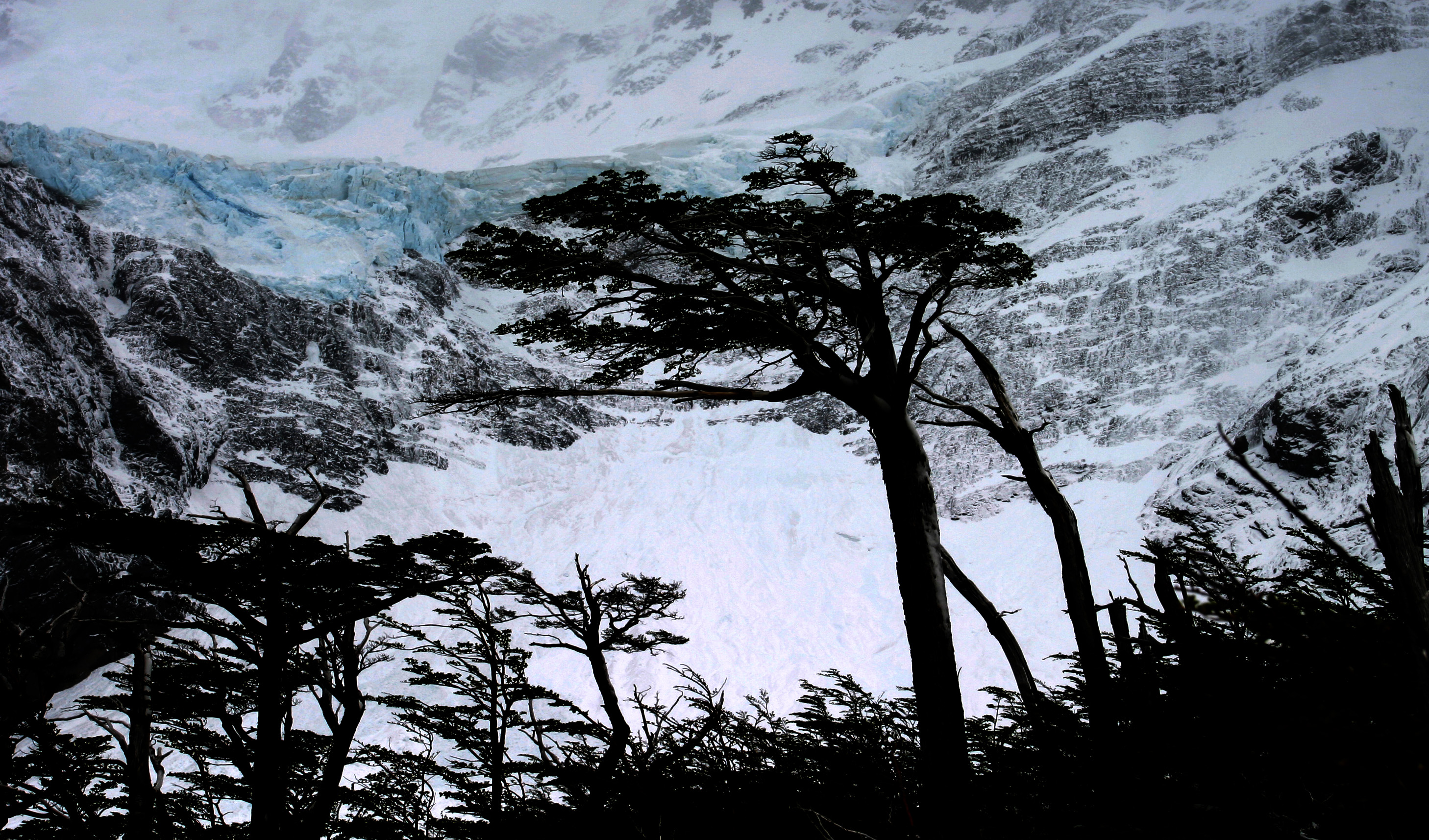
Valle del Francés
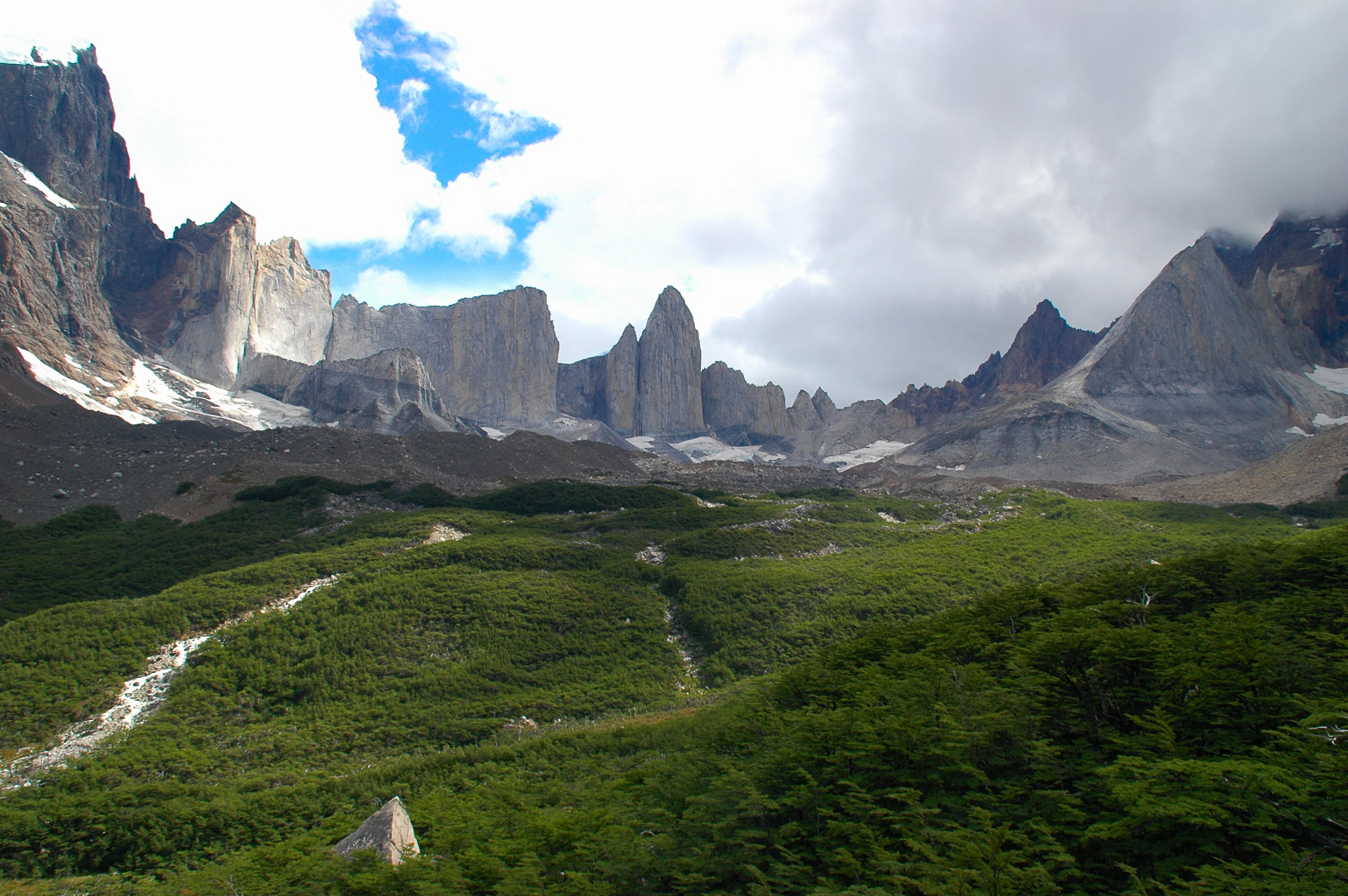
Valle del Francés
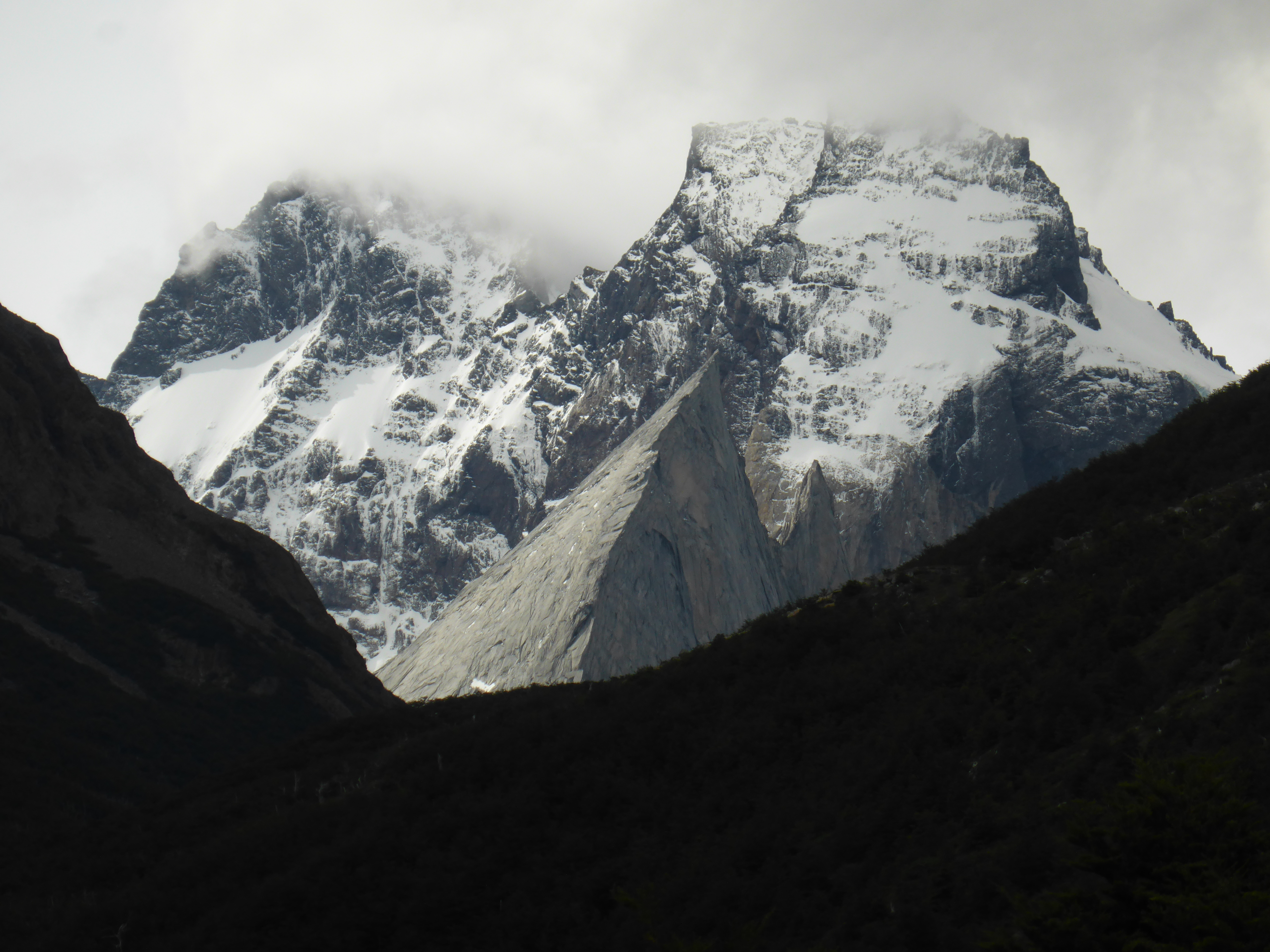
Cerro Aleta de Tiburón en Trono Blanco
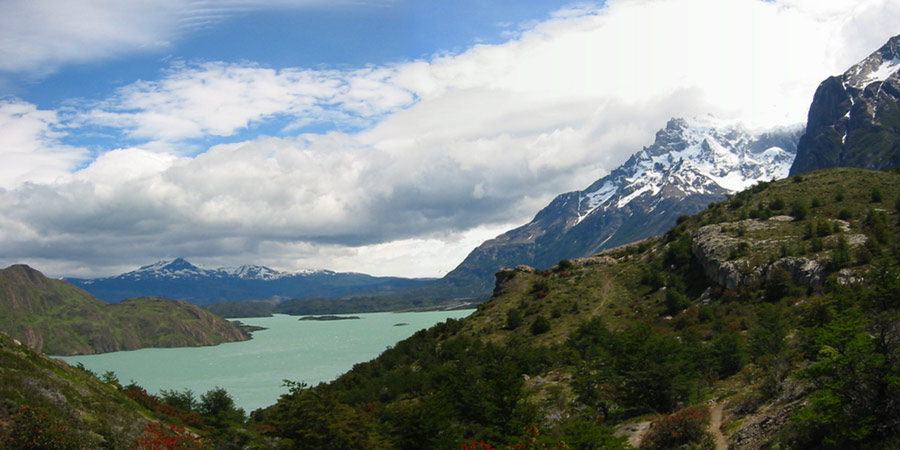
Lago Nordenskjöld-meer
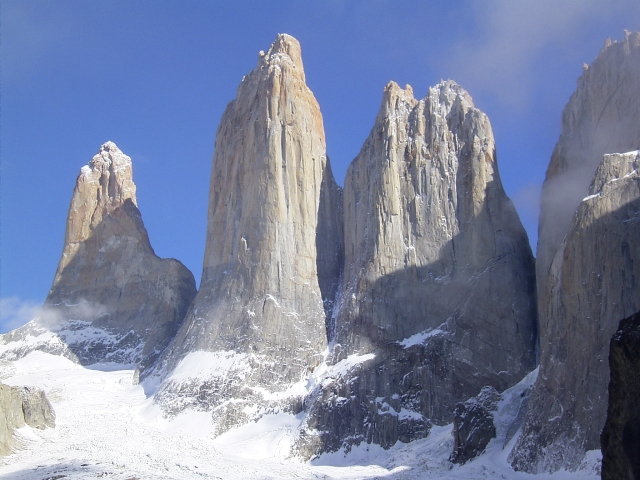
Torres del Paine
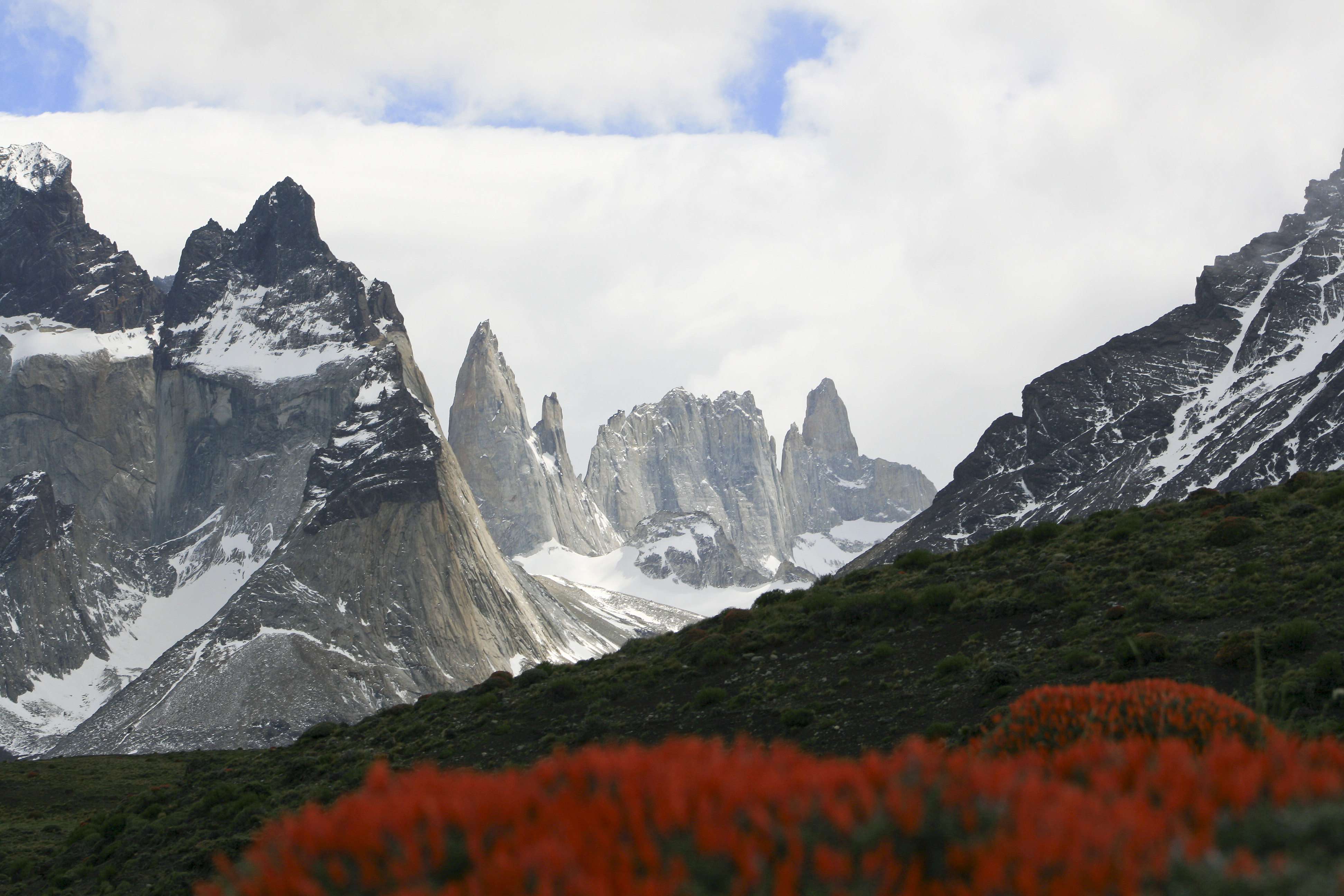
Torres del Paine
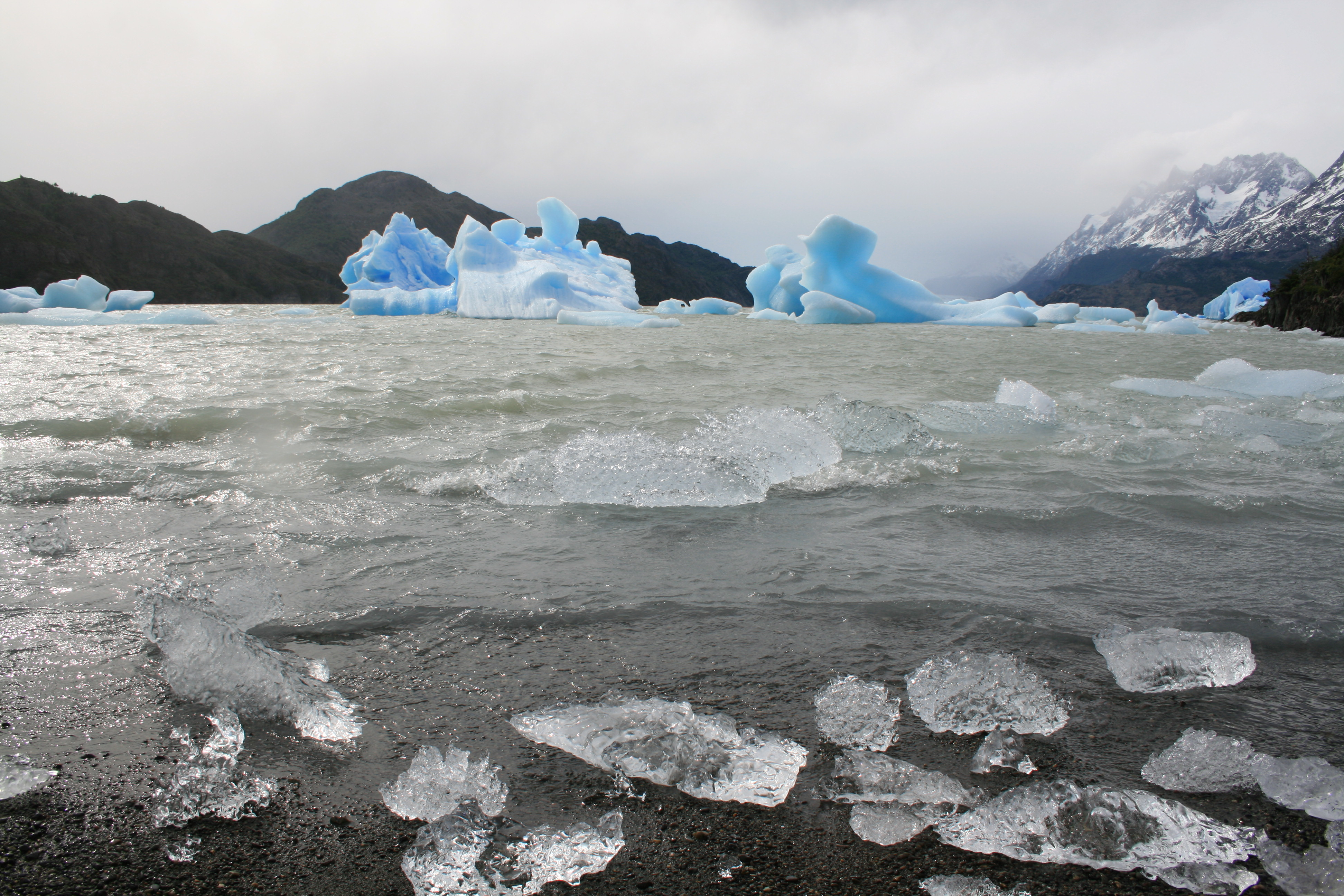
Glaciar Grey-gletsjer
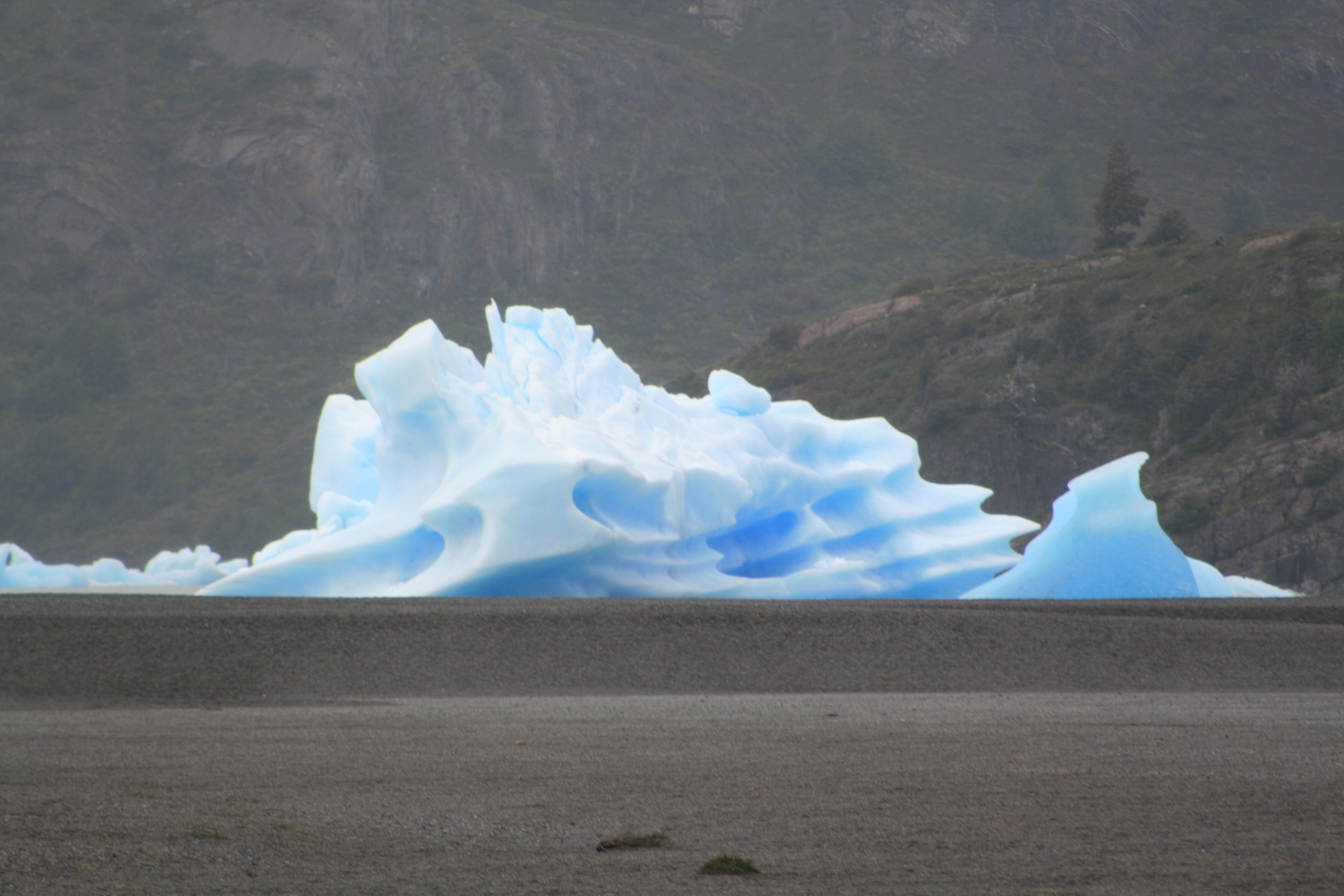
Glaciar Grey-gletsjer
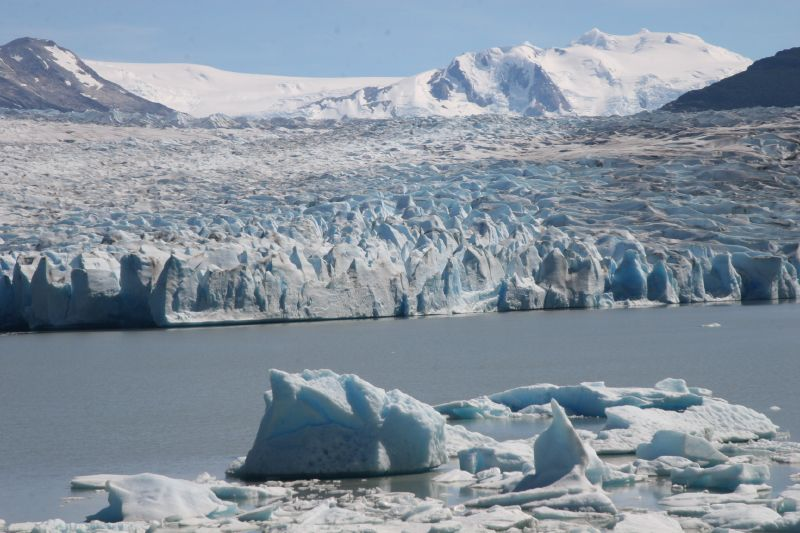
Glaciar Grey-gletsjer